# Marie-Germain-Christian Bruneau
Marie-Germain-Christian Bruneau, francoski general, * 1884, † 1953.